# 글리제 623

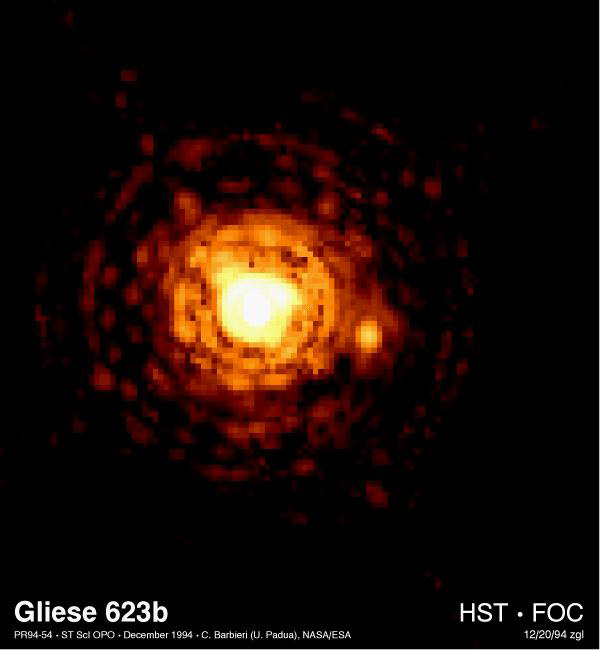

글리제 623(Gliese 623)은 지구에서 25광년 거리에 있는, 1.9AU만큼의 거리를 두고 서로를 도는 적색 왜성으로 구성된 쌍성계다.
1994년 허블 우주 망원경의 미광 천체 카메라로 촬영되었다.